# اد وین
اد وین (انگلیسی: Ed Wynn؛ ۹ نوامبر ۱۸۸۶ – ۱۹ ژوئن ۱۹۶۶) یک هنرپیشه اهل ایالات متحده آمریکا بود.
از فیلم‌ها یا برنامه‌های تلویزیونی که وی در آن نقش داشته است می‌توان به مری پاپینز، گربه جاسوس ، فریب‌خورده و آدم کوچولوها(۱۹۶۷) اشاره کرد.